# Carnarvonioideae
Carnarvonioideae es una subfamilia de plantas de la familia Proteaceae que tiene un solo género Carnarvonia, el cual es monotípico, siendo su única especie, Carnarvonia araliifolia F.Muell., es originaria de Australia.

## Taxonomía
Carnarvonia araliifolia fue descrita por Ferdinand von Mueller y publicado en Fragmenta Phytographiae Australiae 6: 80, en el año 1867.